# Гном Lambda
Гном 7 Lambda (в профильной литературе также Gnome Λ, Gnome 80 hp, Гном-80) — французский 7-цилиндровый ротативный авиадвигатель воздушного охлаждения, выпускавшийся по лицензии в Великобритании, Германии и России. Устанавливался на нескольких десятках типов самолётов периода Первой мировой войны. Согласно информации производителя, при рабочем объёме в 12 литров он развивал мощность до 80 л. с. (60 кВт), однако, результаты испытаний показали, что эта цифра была несколько завышена.
Существовала 14-цилиндровая двухрядная модификация двигателя, Гном 14 Lambda-Lambda, или Gnome 160.
В Великобритании было выпущено почти 1000 лицензионных копий, в основном (967 штук) на заводе Daimler Motor Company в Ковентри. Большая часть выпущенных двигателей была установлена на самолётах Avro 504, Bristol Boxkite и Bristol Scout.
В Германии завод компания Oberursel производила по лицензии как 7-цилиндровую (Oberursel U.0 (U — Umlaufmotor, ротативный двигатель)), так позже и 14-цилиндровую модификации (Oberursel U.III).
Оригинальная версия двигателя выпускалась московским филиалом фирмы «Гном» (ныне после нескольких реорганизаций и переименований входит в НПЦ газотурбостроения «Салют»). Двигатель Гном Лямбда стал первым крупносерийными авиационным мотором в России. Выпуск Гном Lambda мощностью 80 л. с. был начат на заводе компании в Москве 19 апреля 1913 года. Сперва двигатели собирали полностью из французских комплектующих, затем некоторые детали стали изготовлять на месте, кое-что начали закупать на других российских предприятиях. Моторов Гном 7 Lambda, которые в России получили название Гном-80, московский завод выпустил 435 штук и прекратил его выпуск к концу 1915 года.
В дореволюционной России двигатели «Гном» также производились на рижском заводе «Мотор», находившемся до эвакуации в районе Зассенгоф и именовались «Калеп-Гном», по фамилии директора Теодора (Фёдора) Калепа. У рижской версии степень сжатия была доведена до 4,0; мощность до 85 л. с., а сам агрегат был на 7 кг легче оригинала, однако надёжностью не отличался.

## Модификации
Gnome 7 Lambda
Однорядный 7-цилиндровый ротативный двигатель.
Gnome 7 Lambda (с увеличенным ходом поршня)
Ход поршня увеличен до 145 мм, степень сжатия до 3,87:1, рабочий объём 12,26 л.
Gnome 14 Lambda-Lambda
Двухрядный 14-цилиндровый ротативный двигатель с цилиндрами от Lambda. 160 л. с. (120 кВт).
Motorenfabrik Oberursel U.0
Немецкая версия Gnome 7 Lambda: диаметр цилиндра 124 мм, ход поршня 140 мм, объём 11,52 л., внешний диаметр 1020 мм.
Motorenfabrik Oberursel U.III
Немецкая версия Gnome 14 Lambda-Lambda

## Применение

### Gnome 7 Lambda
- Avro 504
- Blackburn Type I
- Borel hydro-monoplane[4]
- Blériot Parasol
- Blériot XI
- Bristol Boxkite
- Bristol Gordon England G.E.3
- Bristol-Coanda Monoplanes
- Bristol Coanda T.B.8
- Bristol Coanda P.B.8
- Bristol Scout
- Caspar U.2
- Caudron G.III
- Deperdussin Type B
- Dunne D.8
- Farman HF.20
- Fokker A.I
- Fokker A.II
- Fokker A.III
- Fokker B.I / M.7
- Fokker M 10
- Fokker E.I
- Grahame-White Type XV
- Hansa-Brandenburg W.20
- London & Provincial 4
- Lowe Marlburian
- Nieuport IVG
- Nieuport 10
- Pfalz E.I
- Radley-England Waterplane
- Royal Aircraft Factory B.E.3
- Royal Aircraft Factory B.E.4
- Royal Aircraft Factory B.E.8
- Royal Aircraft Factory B.S.1
- Royal Aircraft Factory S.E.2
- Royal Aircraft Factory S.E.2
- Royal Aircraft Factory S.E.4
- Short S.37
- Short S.38
- Short S.41
- Short S.60
- Short S.70
- Sikorsky S-7
- Sopwith Gordon Bennett Racer
- Sopwith Pup
- Sopwith Sociable
- Sopwith Tabloid
- Sopwith Three-Seater
- Vickers No.8 Monoplane

### Gnome 14 Lambda-Lambda
- Avro 510
- Royal Aircraft Factory S.E.4
- Deperdussin Monocoque
- Fokker D.III
- Fokker E.IV
- Pfalz D.VII (только на прототипе)
- Short S.63
- Short S.64
- Short S.70
- Short S.74
- Short S.80
- Short S.81
- Short S.82

## Сохранившиеся двигатели

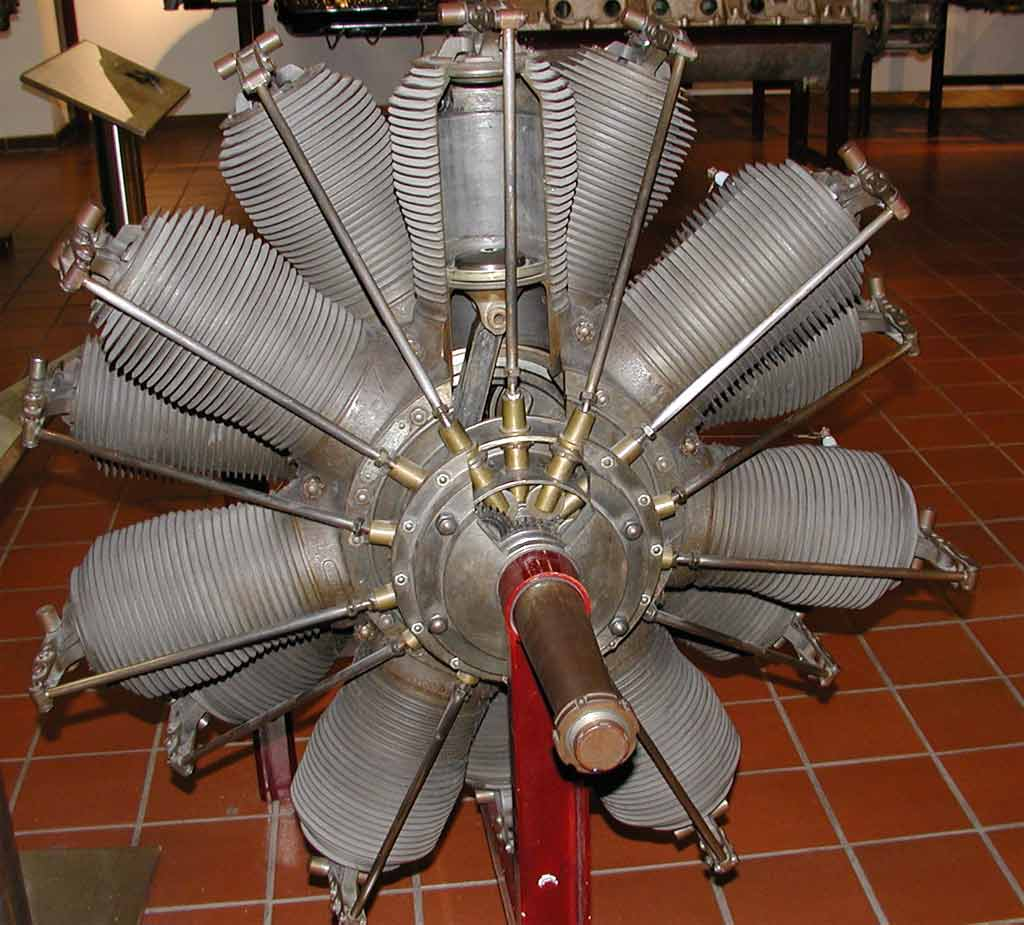
Oberursel U.III, немецкая копия 14-цилиндрового Gnome Lambda-Lambda

Один из сохранившихся двигателей, оригинальный Gnome 7 Lambda, установлен на реплике самолёта Sopwith Tabloid в экспозиции зала Grahame-White лондонского Музея Королевских ВВС.
Ещё один двигатель находится в музее компании SNECMA близ аэродрома Мелён-Вилларош, Франция.